# Nora Awolowo
Oreoluwa Racheal Awolowo (* 2. března 1999) známá jako Nora Awolowo je nigerijská filmová režisérka, kameramanka, dokumentární fotografka a producentka. Byla nominována na cenu The Future Awards Africa v kategorii Prize for Film.

## Životopis
Nora se narodila v Lagosu v Nigérii, kde žije a kde navštěvovala základní a střední školu, studovala účetnictví na Ekiti State University .

## Kariéra
Nora se díky své vášni pro režii naučila prostřednictvím online tutoriálů (samouk). V roce 2019 byl její režírovaný krátký dokument „Life at the Bay“ vybrán na Mezinárodním filmovém festivalu v Africe.
Produkovala a režírovala filmy a dokumenty jako Symphonies, Life at the Bay, David, Baby Blues nebo All Lives Matter.

## Ceny a nominace
| Rok  | Ceremoniál                          | Cena                                 | Dílo               | Výsledek  | Ref                  |
| ---- | ----------------------------------- | ------------------------------------ | ------------------ | --------- | -------------------- |
| 2020 | The Future Awards Africa            | Cena za film                         |                    | nominace  | [ 15 ]               |
| 2019 | 25 Under 25 SME Awards              | Best Media and Communications Person |                    | vítězství | [ 16 ]               |
| 2023 | Africa Magic Viewers' Choice Awards | Nejlepší dokumentární film           | Nigeria: The Debut | vítězství | [ 17 ] [ 18 ] [ 19 ] |
| 2023 | Africa Magic Viewers' Choice Awards | Nejlepší dokumentární film           | Baby Blues         | nominace  | [ 17 ] [ 18 ] [ 19 ] |